# Rocket candy
Rocket candy簡稱R-Candy，是一種模型火箭用的火箭推进剂，以糖為燃料，再加上氧化剂。推進劑的成份可以分為燃料、氧化劑，以及可能有的添加劑。以往蔗糖是最常用來作為這類的燃料，近來因為山梨醇容易生產，也常常會使用山梨醇。最常見的氧化劑是硝酸钾（KNO3）。添加劑有很多種，有些可能作為催化劑，也有些是幫助升空時的性能。傳統的Rocket candy配方，其氧化劑和燃料比例是65:35（13:7），因為燃燒速率、時間和使用方式不同，此比例也會調整。
有許多方式可以製備rocket candy。乾壓縮不需要加熱，只需研磨後置入火箭即可，不過此方法是高度實驗性的，一般不建議使用，乾壓縮的飽和程度較低，而且若掉到火箭外面，非常危險。乾加熱不會將硝酸鉀熔化，但會將糖熔化，硝酸鉀的晶粒會懸浮在糖裡。另一種作法是將二種物質都溶在水中，將混合溶液加熱，直到水完全燒乾，會產生比較好的混合物。
rocket candy的比衝量、總衝量和推力都比等量的其他火箭燃料要低，但rocket candy比其他燃料便宜很多。
在美國，製造rocket candy是合法的，但運輸需要有低爆炸物使用許可，不然違法
rocket candy屬於業餘火箭愛好者的產物，通常會在受核准的Tripoli Rocketry Association裡發射，其中也會要求使用者取得Tripoli Rocketry Association的大功率ｈｎ第二級認證（level 2 certification），只到其重量小於125克，就可以在不經FAA飛行豁免的情形下升空。

## 外部連結
- Amateur Rocketry web page in Spanish, featuring sorbitol (candy) rockets and rocket motors.
- Richard Nakka's Experimental Rocketry Web Site .
- Recrystallized Rocketry